# كأس إسكتلندا 1963–64
كأس اسكتلندا 1963–64 (بالإنجليزية: 1963–64 Scottish Cup)‏ هو موسم من كأس اسكتلندا. كان عدد الأندية المشاركة فيه 45، وفاز فيه نادي رينجرز.